# Syntes (filosofi)
Syntes (av grekiska: att sätta ihop) är det som framkommer efter att en tes och en antites ställts gentemot varandra. En kombination av de båda motsättningarna.
Begreppen har en särskild tillämpning i Hegels filosofiska system, där utveckling ses som en process av motsättningar mellan "tes" och "antites", resulterande i en "syntes" som utgör utgångspunkt för en ny motsättning mot en ny antites etcetera. Karl Marx tog upp det resonemanget och förde det vidare i sin historiematerialism.